# 殷琪
殷琪（1955年3月17日—），生於臺灣臺北市，外省第二代，籍貫浙江平陽，美國加州大學洛杉磯分校經濟系畢業，大陸工程股份有限公司董事長。前台灣高鐵公司董事長，現為欣陸控股董事長，殷琪信仰藏傳佛教，育有二女。殷琪雖出身外省浙商家庭，但與民主進步黨關係較密切。

## 家庭
出身顯赫，祖父是署理北洋政府財政部次長殷汝驪、父親是企業家殷之浩，母親是國際筆會副會長殷張蘭熙。
殷琪有兩段婚姻，第一段婚姻是1978年與美籍作家結婚，四年後離婚；第二段婚姻在1984年與藝術家郭英聲結婚，10年後離婚。1994年她與自己的保鑣豐政發交往，生下了兩個女兒，但未與豐政發結婚。

## 早年
讀小學時有次，她為被罰站的同學出頭，於是就被打了。她忍到五年級，不再上學。
初中念了學風相對自由的美國學校，學校設了一個小島，上頭放個「思考者」雕像，島名「Senior Island」，殷琪和朋友不服氣，抗議不滿學校「不公平的理念」，一夥人放了一把火，火燒島，遭校方開除。高中也沒畢業。
1977年終於從美國加州大學洛杉磯分校經濟系畢業，拿到生平第二張畢業證書，第一張是幼稚園的畢業證書 。
殷琪擔任過大陸工程公司董事長特助，之後又出任台橡股份有限公司董事長、台北之音董事長以及擔任過中華民國總統府國策顧問，也是大陸工程股份有限公司總經理。

## 政壇
殷琪1986年起出任大陆工程公司总经理。由於殷之浩對獨厚榮民工程處的國民黨不滿，殷琪亦具有强烈的反国民党色彩，2000年總統大選時，参加了民進黨候選人陈水扁的国政顾问团。陈水扁尚未就任时，当时的国安局长就曾到殷琪的公司向陈水扁递交国安简报。陈水扁上台后，殷琪被聘为国策顾问。在野联盟2000年底发动罢免案时，殷琪出面组织工商界领袖，联合在媒体上刊登广告，以“安定”的訴求反对罢免。
2004年11月，陈水扁在高铁有8个案件正遭监察院调查時，推薦殷琪出任下届监察委员，在野党認為这是“强盗变官兵”。篤信藏傳佛教的殷琪推動达赖在2009年访台，达赖基金会表示称殷琪并非主导只是单纯帮忙。  。馬英九520就職南下高雄國宴，向高鐵申請專車遭到婉拒，八八水災，慈濟也向高鐵申請承租專列，但都未獲批准；但為了達賴喇嘛來台，高鐵首開先例，加開一班專車載達賴喇嘛南下，並派遣保全貼身保護達賴喇嘛。
2008年，她與中華民國前總統陳水扁互動良好，關係綿密，被媒體以親綠人士稱之。2009年9月，由於銀行團不肯降息，台灣高鐵虧損負債達新台幣四千億，同月殷琪辭去台灣高鐵董事長一職，並一併辭去董事職務。

## 高鐵
1997年，殷琪主導的台灣高鐵團隊，以號稱「政府零出資」，擊敗劉泰英主導的中華高鐵團隊（要求政府出資1,500億），取得高鐵BOT案。
之後政府、公營事業與其轉投資公司，政府捐助的財團法人等政府相關單位挹注資金，合計投資高鐵金額新台幣394億餘元，泛公股集團持股高鐵合計股權37.42%。但2004年11月時，行政院發言人陳其邁表示，加權後公股投資並未達到獎參條例及促參法下投資不得超過20％之法定限制，同時政府投資高鐵並取得高鐵股權並未違背「政府零出資」的概念與原則。
2009年9月，高鐵通車已經2年8個月（原預估日運量28.9萬人次，目前實際運量為8萬多人次而不如當初預計），虧損2/3實收資本額，負債超過4,400億，財務虧損超過700億。高鐵實際虧損的原因除了運量過低外，還有折舊公式不合理及自有資本不足而融資成數過高導致無法負荷利息支出的原因。2009年9月22日台灣高鐵臨時董事會，殷琪宣佈辭掉台灣高鐵董事長職務，並於傍晚再度通知台灣高鐵公司，大陸工程將更換法人代表。
接任高鐵董事長的歐晉德表示，高鐵興建期遇到了921大地震必須變更設計，但台灣高鐵只比當時預期晚一年通車，預算只超支了6% 。前交通部長毛治國認為台灣高鐵品質不錯，五大原始股東貢獻值得肯定。殷琪辭去後，表示高鐵應該依合約中「不可抗力」事件向政府求償「應辦事項」四百多億的額外支出，歐晉德表態支持。對於高鐵運量預估，國民黨籍立委表示，當初是交通部高估高鐵運量。交通部長毛治國則認為當年高估的是殷琪。

## 家族
- 殷之浩：父親
- 殷張蘭熙：母親